# Уметност праисторије
Уметност праисторије проучава археологија, за разлику од уметности доба које спада у историју и коју проучава историја уметности. Праисторија је временски период који траје до појаве првих писама, о чему, помоћу материјалних трагова културе, археологија ствара приповест о догађају.
У праисторији проналазимо и предмете који су алати и предмети који имају функцију али немају корисност. То су ритуални и магијски предмети.
До скора, најстарије уметничко дело на свету је био комад накита — мале бушене шкољке које су старе око 75.000 година. и које су откривене у јужноафричкој пећини. Међутим, најновије откриће истих таквих шкољки у мароканској пећини помера границе за неких 7.000 година — шкољке нађене у Мароку су старе неких 82.000 година

## Раздобља праисторије
Праисторија има различита раздобља. Млађе камено доба обухвата доба варварства и доба дивљаштва. Из мезолита је остало мало трагова и мисли се да је то услед великих промена на земљиној кори- тада се геолошка карта формирала отприлике као данас. Почетак неолита пада око 4000. п. н. е. а 2300. п. н. е. сматра се да је пронађен и обрађиван бакар. Долази се до сазнања да бакар који се меша са цинком даје бронзу- чвршћа је. Халштат- старије гвоздено доба након доба бронзе од 2000. траје од 800.- 500. п. н. е. до доба Латена (налазиште у Швајцарској) и најезде Келта.
У доба неолита човек нема довољно хране, клима је повољна за житарице. Од изразито ловачке привреде прелази се на земљорадњу, развијају се и насеља. Човеков рад зависи од природе. Појављује се и религија. Овај однос према природи одразио се и у уметничком стварању. Јављају се и прве залихе а с њима и неједнакост и раслојавање гентилне заједнице. Стварају се породице или генсови (породице су у генсовима). Мушкарац се одређује као родитељ и дете припада мушкарцу. Човек од иловаче прави посуђе, ручно у различитим облицима. Украшава га и боји. Не зна се тачно шта је смисао декорација. У време робовласништва се две културе јављају и не зна се која је старија дали је то Египат или Месопотамија. Сигурно је да су се развијале независно од почетка и до њиховога контакта долази тек касније.

## Праисторија људског друштва
1. Еолит (појава каменог доба, 1.000.000 – 500.000. године п. н. е.)
2. Палеолит (старије камено доба, 500.000 – 20.000. године п. н. е.)
3. Мезолит (средње – прелазно камено доба, 20.000 – 12.000. године п. н. е.)
4. Неолит (ново – млађе камено доба, 12.000 – 3.000. године п. н. е.)
5. Енеолит (3.000 – 2.000. године п. н. е.)
6. Бронзано доба (2.000 – 1.000. године п. н. е.)
7. Гвоздено доба (1.000. године п. н. е. – 1.000. године)

## Египат
У Египту је праисторијско доба било слично као и у Европи. Време фараона почиње према различитим ауторима. Средња хронологија датује у око 3500. годину п. н. е. Нил, дужине је око 6000 Км (три пута удаљеност Београд- Париз) тече кроз пустињу и плави је, чини је изванредно плодоносном. 
Стари Египат пружа најбогатији преглед материјалне и духовне културе, коју је оставио народ који је живео у доба 4000. п. н. е. Када је пронађено тумачење хијероглифа сачињена је извесна хронологија и фиксирана су одређена тумачења у кретањима у уметности.
У време Старог Царства уметност је ишла у правцу реализма везаног за живот из разлога јер се живот фараона перпетуирао, требало је да се перпетуира кроз вечност.
У Средњем Царству постоји извесна релативна схематизација иако ту такође одговара живом моделу те се ту преплићу схематизам и реализам. У Новом Царству јавља се посебан модел услед контаката са Месопотамијом и средњом Азијом који се испољава у тежњи за много више и ка луксузу у дворовима а затим и у уметности у којој се тај луксуз очитавао.
Раније је човек био номад, после почиње да се бави пољопривредом. Долази до промене у привреди и култури а затим и у уметности. Човек крчи шуме да би оспособио земљу сади биљке и од номада који је био у покрету он почиње да се стабилизује. За чување хране- вишка, он је начинио посуђе, најпре можда од прућа а касније и од земље- глине и јављају се први занати. Ово време називамо неолитом. Човек сада камен другачије обрађује. Пре га је ломио и кресао а сада га и углачава. Секира је од камена, јавља се и обрађена кост а керамика је груба и праве је углавном жене. И сада као и раније човек зависи од природе, међутим сада је он тога свестан и осећа своју немоћ- јавља се анимизам. Он као и дете верује да је све живо, то су силе које су живе и имају душу. У својој имагинативистичкој стварности трансцендентално представља свет дајући му анимистичке особине. Уметност од реалистичке у варварству у Алштату постаје другачија. 2200. п. н. е. почиње да се прерађује бакар. Ово је утицај који је изазвао велике промене. Почињу да се производе алатке од бронзе које су трајније. Употреба гвожђа јавља се у старијем гвозденом добу- Халштат 1900. п. н. е. до млађег гвозденог доба које је трајало до 1. века п. н. е. а предности се поред функционалности одражавају и естетски.
Египатска култура је везана за Нил. Човек је ту постојао још од палеолита у току 4300. п. н. е.- дуга подела или 2000. п. н. е. кратка подела- једна и друга подела се наводе да би се уочила релативност ових података.
Фараон је врховни свештеник. Уједињење је било неопходно јер је Нил плавио периодично сваке године у скоро исти дан. Промене боје; зелена значи расте, црвена, плави- могу се две жетве извући у току једне године из овога плодног тла. Нил надође јер у Етиопији и Сомалији падну кише, алге- зелено, земља- црвено- Зелени Нил и Црвени Нил. Религија произилази из робовласништва успостављаног 4000. године. п. н. е. Човек је желео да кроз вечност остане на земљи, отуда мисао о вечитом животу фараона као фараона а роба као роба, без промена. Јавља се гробна архитектура.”Ка”јесте двојник од камена за повратак душе која се сада има камо вратити. Одаје се декоришу сценама које би указивале на моменте из живота фараона.

## Праисторијско доба у Европи

### Палеолитска уметност
У Европи доба литикума се датира од 600.000 године п. н. е. када „почиње“ стари палеолит (појава локалитета). Хелен где су присутни грубо обрађени артефакти бадемастог облика- обострано обрађени величине од 10- 15 cm. као универзални клинови. Доба средњег палеолита у времену од 100.000 година п. н. е. у млађем Левалосиену развија се груба обрада камених артефаката (по Миланковићу) Млађи палеолит од 30.000-те год. Вурмско доба леда трајало је 120- 25 хиљадите године п. н. е. Локалитет Orinjaka (у Француској- „Aurignacijen“) односи се на широко подручје и карактерише се пажљивим обрађивањем камена. Јављају се прве пластике “Венере” урезани цртежи и слике. Ту можемо сврстати налазе у пећини Алтамири и Ла Пасега (ту је онај отисак руке што је значења= моје), затим Солурен и период Магдалеен („La Madleine“- у близини Париза) има 6 периода и уместо скулптуре јављају се слике- пећинско сликарство. У Шпанији, Француској област коју покривају налази Алтамира, Ла Пилета, Когул, Ласко и др. и у северној Африци и на тлу Италије у овим се може запазити кретање од реализма до схематизма при концу ове епохе. Алтамира је у Шпанији и мали је онизак простор, прикази су дати у црно смеђем океру са бизоном, коњем, дивљом свињом у групама или појединачно. Ниакс („Niaux“ се налази на југу Французке) садржи приказе животиња из доба Магдален.

### Уметност мезолита
Појава Мезолита може се датирати од 8.000 год. п. н. е. и карактеристична је за разне расе. Трагови се налазе у Азилиену (у „Mas d Azil“) у Француској, Шпанији и Британским острвима где налазимо на микролитичка оруђа апстрактних ликовних концепата чији се трагови могу наћи већ у горњем палеолиту. Културе одн. локалитети Траденосиен и Маглемосиен спадају у Мезолитичке културе које се знатно разликују у зависности од различитих флуктуирајућих култура са којим су се мешали. Граница неолита у односу на мезолит није прецизно обређена и карактерише се појавом керамике, преласком на земљорадњу и појаву насеља те се јављају тенденције за стилизацијом и апстраховање. Реализам као концепција и апстракција као концепција присутни су ту и тешко се може утврдити која је старија или присутнија и карактеристика је људског мишљења и људског изражавања у прошлости као и данас.

### Уметност неолита
Керамика раног неолита- неолитика, обрађивана је руком и јавља се украс као геометријски и различит је у различитим културним круговима према начину украшавања и може се пратити на мегалитској, чешљастој, гајтанској или врпчастој и може да се разликује за дневну употребу која се прави од непрочишћене глине и једноставнијих је облика и једноставније је украшена и керамике за култне сврхе која се прави од прочишћеног материјала и богатије се украшавала. У Европу се преноси из Блиског истока, култ Богиње плодности који долази до јаког утицаја нарочито у идолопластици Балканског подунавског подручја и ту се могу пратити тежње ка стилизацији чији је ваљда врхунац облици идола који су са Киклада и Троји II и једино се ритмом контуре карактеризује женско тело. Појава насеља везује се за ово доба са земуницама које су неправилних основа, плетеруша и брвнара и сојеница на подручју алпских језера (изузетно су ту и пећине). Споменици долмени, менхири и кромлекси карактеристични су за ово доба и порекло им треба тражити у земљама источног медитерана.
Димини локалитет у Тесалији и чији цват спада у Енеолит у коме је пронађено и бакар и гвожђе. Димини миграција је утицаја из Балкана или је то утицај из мале Азије а за разлику од локалитета Сескло који је у близини и која је старија од Диминија нађена је (Сескло) керамика са линеарним орнаментом у њему (Димини) је први пут пронађена керамика са линеарним криволинијским орнаментом изведен бојом и то облици спирале и меандрални облици. неолитичке и енеолитичке културе што значи халколитичке културе керактеришу се појавом историјских култура египатске, по Винклеру примитивни ловци- животиње и примитивни становници оаза- људи домороди у време када су се формирале културе – египатска налазили су се овде у различитим групама становника. Ту неолит сеже у IV миленијум у Таској културном подручју, а у недостатку оријентационих података предложени су бројеви (Ф. Петрис). Енеолитска култура Бадари датира у IV миленијум и испред броја 30 чија старија фаза (IV миленијум- бакар) од 3700.- 3400. p.n.e. карактерише кремено оруђе, црвено полиране керамике, култура Негаде, Арманска и Герзеска карактерише украшавање белом бојом као геометријска тако и фигурална са људима и животињама и бродовима и фино бојена црвено, керамика где можемо утврдити неке облике веза са Месопотамијом, украшена већ сценама из живота што ће касније бити карактеристика а у Хиеракрополису налази се гробница која је претеча каснијих гробница значи нестабилни облик украшен ликовним изразом који је већ офотмљен и завршен; тело ан фаце, руке у профилу... и све до рељефних облика нема никаквих промена и скокова- из I династије Нарамерова плочица. А у Месопотамији неолит сеже у IV миленијум, култура Сунска у Палестини, значи Јерихо и Међидо у IV миленијум а Самарска и Халфска као енеолитске а такође у Уруку и Сузију. Урска култура је довела до појаве писма које је било у сликама. Египат и Месопотамија- Тхинска и Џемедетнерска култура појавиле су се истовремено а преддинастичко доба завршено је са Уруком. Иако се доспело до синхронизације ово правило о истовремености има само општи карактер. Не може се утврдити дали у неким фазама у ово доба постојало доба матријархата и своју су прошлост ови народи увек пунили митским краљевима, владарским династијама које су увек биле само мушке. У Европи иако се земљорадничка револуција пренела из истока у Европу она је живела у доба мезолита- Подунавске културе “касне” неколико хиљада година (неколико миленија) у односу на исток и имала је матријалхални карактер, налази Богиња плодности, Венера и њених светих и посвећених животиња као вука, бика, змије. На Пиринејском полуострву који је земљорадничку културу преузео из Кипра и Египта одржавало се и даље пећинско сликарство у којем се постепено појављивао схематизам и ширио се постепено са мегалитима по Европи.

### Уметност металног доба или енеолитика
Металикум почиње у доба Енеолитика, бакарног доба са појавом предмета од бакра који долазе у Европу из средњег и предњег истока а касније се појављују и облици који су карактеристични и овде. У Европи се појављује начин живота који је неолитски значи сеоски а средоземље и предњи исток почецима историјске епохе са почетком писаних извора.
Бронзано доба има 5 подручја; Егејско, Средњоевропски културни круг, Нордијски, западноевропски и источноевропски културни круг, и унутар сваког круга појављује се низ локалитета.
Металикум- гвоздено доба различито је за свако подручје а у западној и средњој Европи оно траје кроз И тисућлећије- у I миленијуму се дели на старије и млађе Халшадско (налази се у Аустрији) а млађе Ла Тене- Латенско се налази у Швајцарској (сојенице). У средњој Европи преовлађује схематизација и орнаментални стил (апстракција) а на југу фигуративна концепција у уметности којој је исходиште Медитеран и која продире услед колонизаторских активитета Грчких и њеним трговачким везама преко Етруска на подручје Француске и развија се Латенска култура чија појава обележава европску праисторију. Алштат- Халшадска култура се дели на 4 развојна степена анализирана од истока Француске- Мађарске, фигурална је и прекид се налази појавом Келта у 400. п. н. е. Ла Тене етнички се везује за Келте од 500. п. н. е. и појављује се широко од Британских отока до југа Русије и дели се на три периода а може се пратити линеарна стилизација, декорација орнаментика, глатка површина и облици меандра, траке, спирале- геометризовани фигурални облици.
Облици цивилизације присутни су у доба дивљаштва и барбарства где појава лука- проналазак лука, родовска заједница и камено доба карактеристике су које одређују разлику и прелаз на класно друштво и метално доба.

## Подела уметности праисторије
- Менхир
- Менхири
- Кромлекси
- Долмен

1. Уметност палеолита
2. Уметност мезолита
3. Уметност неолита
4. Уметност металног доба или енеолитика